# 로버트 스탁
로버트 앤서니 스탁(Robert Anthony Stock, 1989년 11월 21일 ~ )은 미국의 야구 선수이자, 전 KBO 리그 두산 베어스의 투수이다.

## 미국 프로야구 시절
2018년에 샌디에이고 파드리스에 입단하였다.

## 한국 프로야구 시절

### 두산 베어스시절
2022년에 워커 로켓을 대체할 투수로 영입되었다. 2022년 시즌 후 재계약에 실패했다. 그의 차기 대체 용병으로는 라울 알칸타라가 재영입되었다.

## 미국 프로야구 복귀
2023년에 밀워키 브루어스와 마이너 계약을 했다.